# Herțivți, Muncaci
Herțivți (în ucraineană Герцівці) este un sat în comuna Puzneakivți din raionul Muncaci, regiunea Transcarpatia, Ucraina.

## Demografie
Componența lingvistică a localității Herțivți
     Ucraineană (100%)
Conform recensământului din 2001, toată populația localității Herțivți era vorbitoare de ucraineană (100%).